# Підгайці (Дубенський район)
Підга́йці — село в Україні, у Млинівській селищній громаді Дубенського району Рівненської області. Населення становить 713 осіб.

## Населення

### Мова
Розподіл населення за рідною мовою за даними перепису 2001 року:
| Мова            | Кількість | Відсоток |
| --------------- | --------- | -------- |
| українська      | 785       | 99.12%   |
| польська        | 3         | 0.38%    |
| російська       | 2         | 0.25%    |
| інші/не вказали | 2         | 0.25%    |
| Усього          | 792       | 100%     |

## Історія
7 (20) листопада 1917 року, відповідно до Третього Універсалу Української Центральної Ради, увійшло до складу Української Народної Республіки.
12 червня 2020 року, відповідно до розпорядження Кабінету Міністрів України № 722-р від «Про визначення адміністративних центрів та затвердження територій територіальних громад Рівненської області», увійшло до складу Млинівської селищної громади.
19 липня 2020 року, в результаті адміністративно-територіальної реформи та ліквідації Млинівського району, село увійшло до складу Дубенського району.

## Географія
На південний схід від селища Млинів, на відстані 8 км і 17 км від станції Дубно знаходиться село Підгайці[недоступне посилання з липня 2019].

Рельєф місцевості слабохвилястий, рівнинний. Підвищується у напрямку на пн.схід. Абсолютні висоти місцевості становлять від 145 м до 160 м. Корисних копалин на території немає. За виключенням піску — є піщаний кар'єр.
Клімат помірно — теплий. Важливою водною артерією місцевості є річка Іква. Вона протікає з сходу на захід, є правою притокою річки Стир. Довжина 155 км. Площа басейну 2250 км.
Поширені такі типи ґрунтів: ясно сірі і сірі, опідзолені, лучно чорноземні. Материнська порода — леси та лесовидні суглинки.

Рослинний світ. У заплаві річки Іква рослини болотисті (осокові, очеретяно — осокові), чуть вище ростуть справжні вівсяницеві, тимофіївкові, біломітлицеві.
У лісі переважають листяні породи: граб, осика з домішками берези, дуба і липи. Є у незначній кількості хвойні породи: сосна і ялина. Чітко виявлені яруси. Підлісок з домішуванням ліщини, чагарниково — трав'янистий покрив з переважанням квасниці звичайної, копитняка, медунки, зірочника лісового, суниці, конвалії, яглинок звичайних.
Тваринний світ.Зайці, білки, лисиці, дикі кабани. Велика кількість птахів — ворони, сороки, снігури, щиглики, вівсянки, великі синиці, влітку горобці. Прилітають лелеки, жайворонки, ластівки, лебеді, зозуля, шпаки. У річці водиться риба: щука, окунь, карась, карп.

## Органи влади

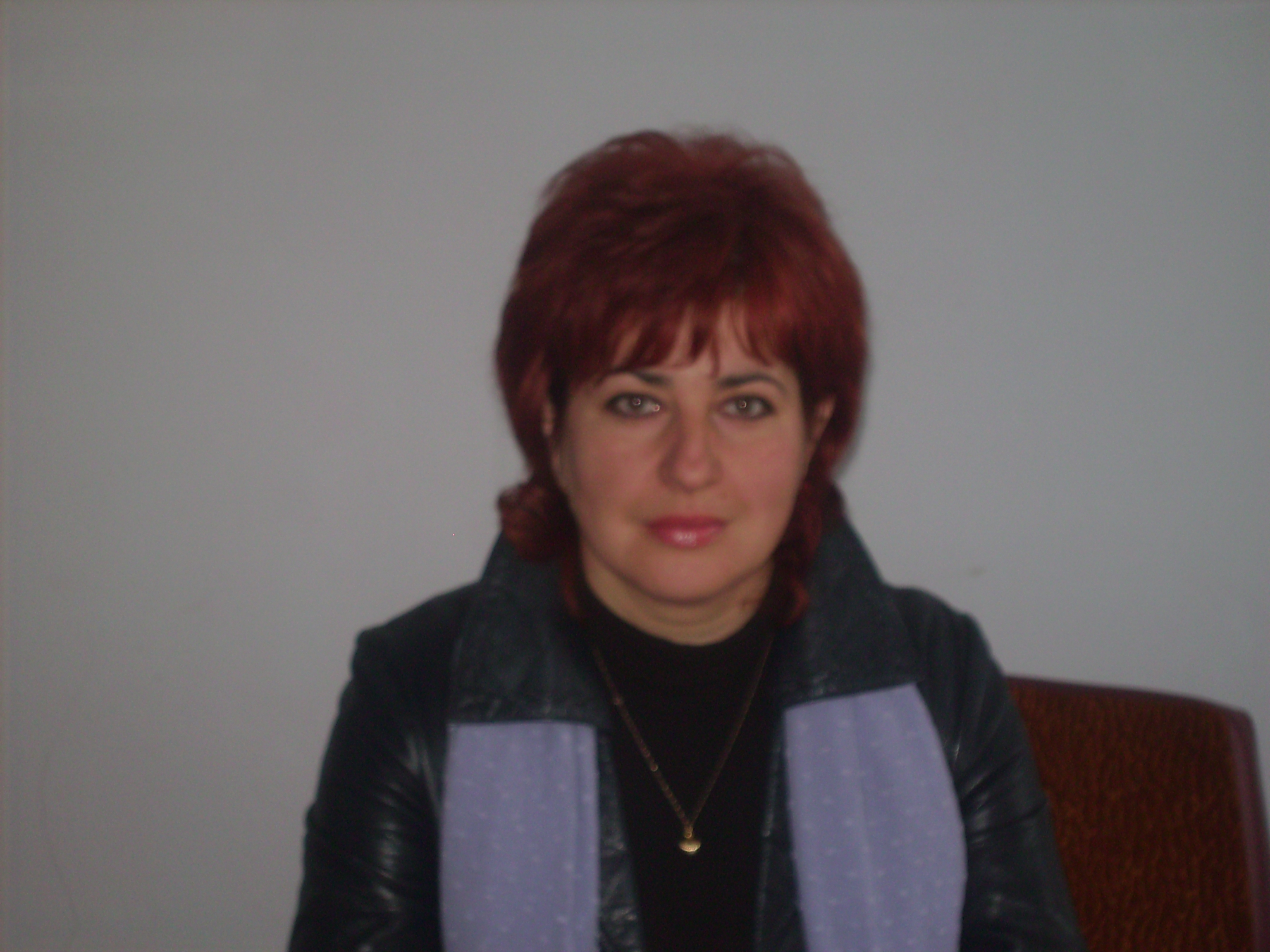
Ж.Голоюх, сільська голова

Підгайці, До 2020 року - центр сільської ради, знаходиться за 20 км від райцентру і залізничної станції Дубно. Селом проходить автошлях. Поблизу села протікає річка Іква. Дворів — 242. Населення — 792 чоловік. Сільраді були підпорядковані села Коблин, Озліїв та Ужинець.
Голова сільської ради — Голоюх Жанна Ярославівна., секретар — Дрина Людмила Никодимівна.
По Підгаєцькій с/р обрано:

- депутатів с/р — 15 чоловік;
- членів сільвиконкому — 5 чол.;
- депутатів районної ради — 3 ч.

## Підприємства

### Фермерські господарства
- ФГ «Іква» — Шишко Ярослав Володимирович

### Підприємства
1. ПП Агро — Експрес — Сервіс, генеральний директор Костючко Сергій Степанович
2. ПСП «Правда», директор Мельничук Володимир Михайлович
3. Товариство з обмеженою відповідальністю СБЄ Україна Рівне, директор Дудко Євген Степанович
4. Магазин «Велес» — ПП Коновалов О. С.
5. кафе — бар «Оксамит» — Ковалевич В. П.
6. Кафе — бар «Скорпіон» — Шевчук М. Й.
7. Ларьок — ПП Сушко Є. К.
8. Магазин — ПП Догойда І. А.
9. Кафе — магазин «Радміла» — ПП Горучава В. І.

## Освіта

### Дошкільний навчальний заклад «Ромашка»
Підгаєцький дошкільний навчальний заклад дитячий садок «Ромашка» засновано у 1985 році. Приміщення ДНЗ побудовано за кошти колективного господарства «Правда». У цьому ж році відкрито 2 різновікові групи з 10.5 годинним режимом перебування дітей. Заклад розрахований на 56 місць .Перша завідувачка дитячого садка — Власюк Марія Степанівна.
У 1995 році дошкільну установу передано у комунальну власність територіальної громади Підгаєцької сільської ради. Після тривалої вимушеної перерви та проведення капітального ремонту внутрішніх приміщень ДНЗ заклад відновлює функціонування в режимі сезонного.
з липня 2004 року. Колектив закладу очолює завідувач — Рощук Алла Миколаївна. З 2004 року у закладі функціонує 1 різновікова група з 10.5 годинним перебуванням дітей.
У 2009 році дитячий садок переходить із сезонного в постійнодіючий.
Із 01 жовтня 2012 відкрито ще одну різновікову групу.
На даний момент у дитячому садку «Ромашка» функціонують 2 різновікові групи.
Дошкільний заклад відвідують 36 хлопчиків та дівчаток.

### Підгаєцька ЗОШ І— ІІІ ст.
Підгаєцька школа заснована у 1889 році. Сучасне приміщення збудоване в 1989 році.

## Культура

### Публічно— шкільна бібліотека

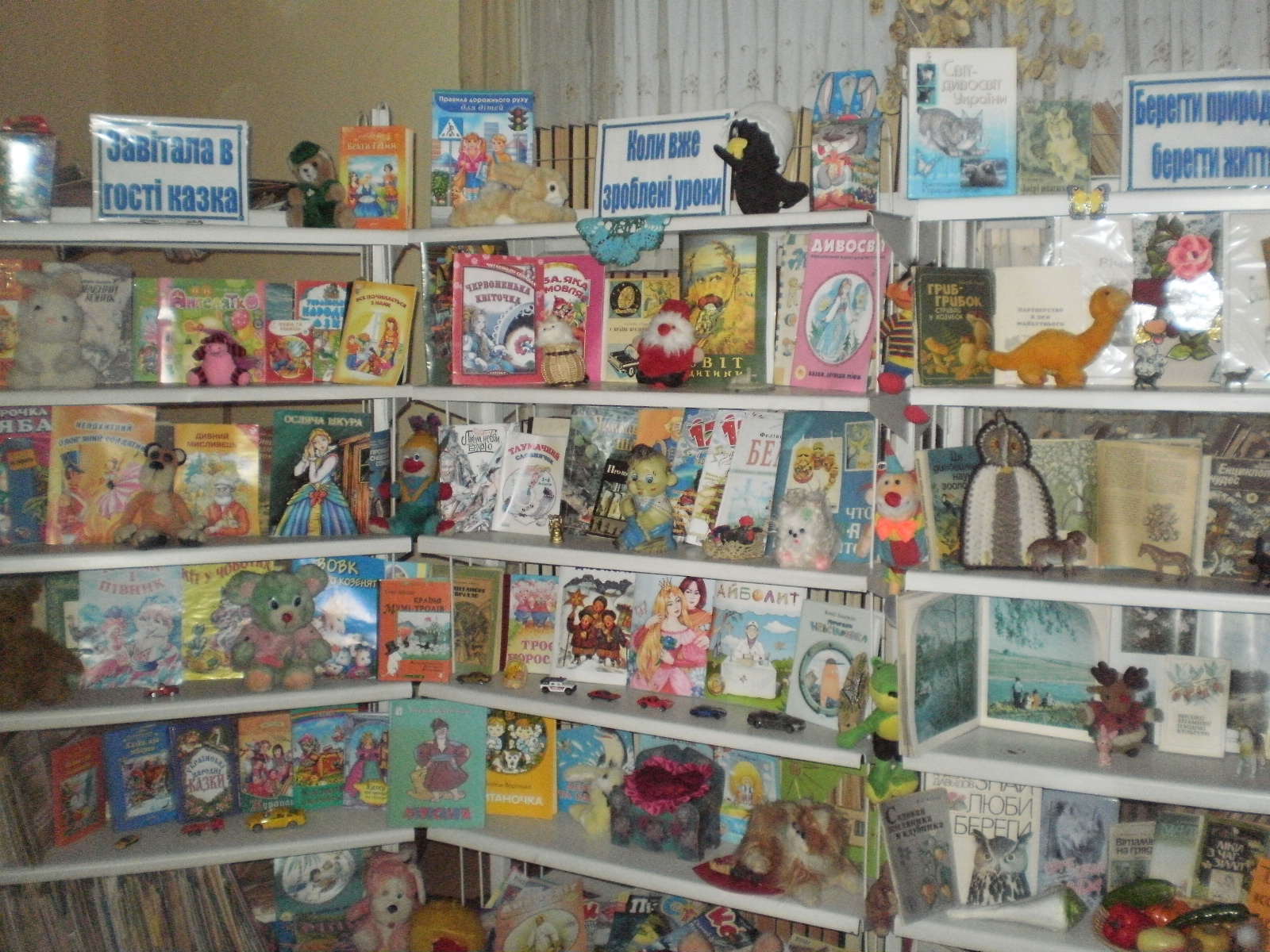
Дитячий куточок в бібліотеці

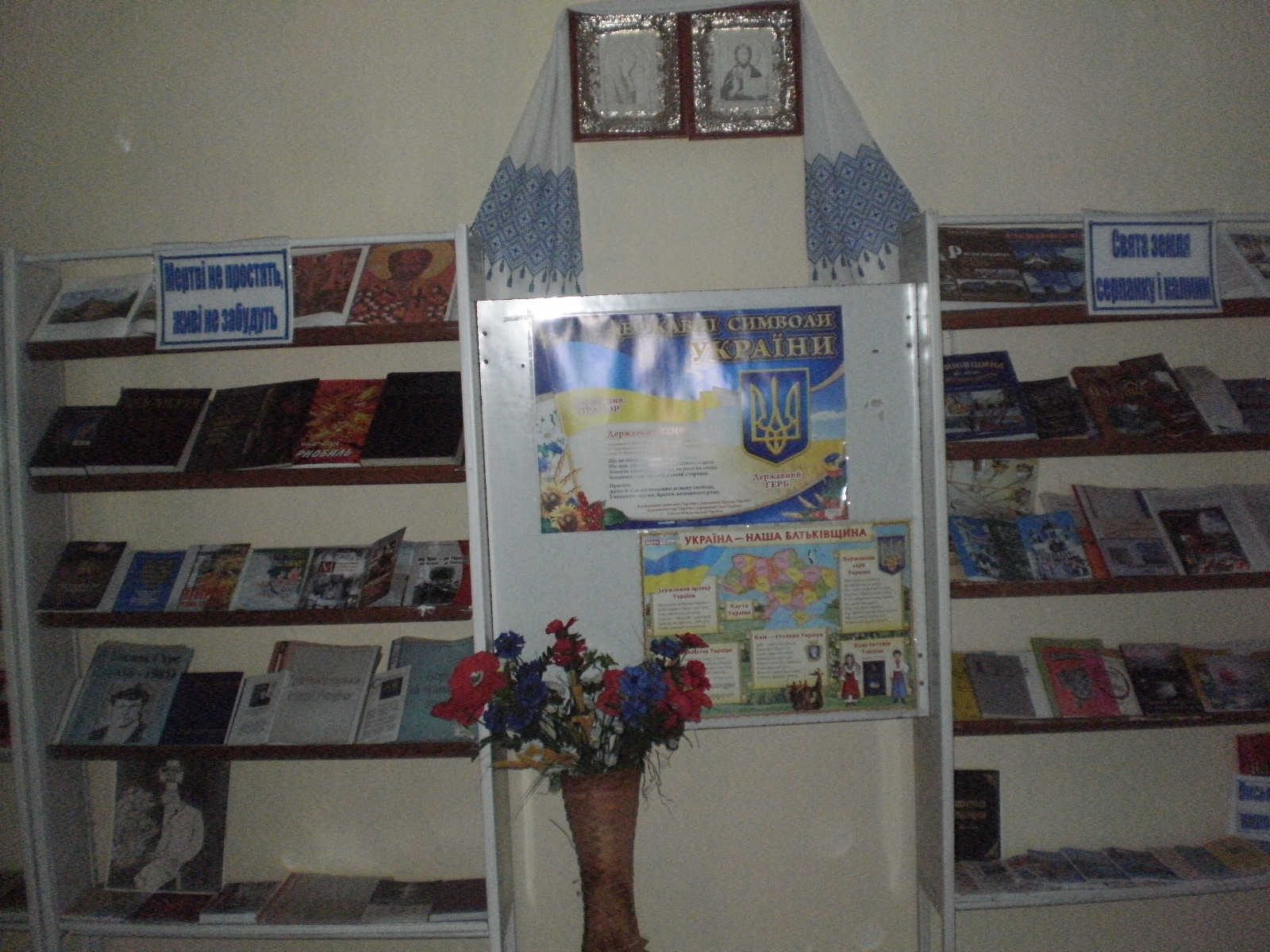
Бібліотека

Бібліотеки — найдемократичніший і активно діючий соціальний інститут. Займають центральне місце в системі інформаційно — бібліотечного обслуговування населення. Тому саме на них лежить особлива відповідальність — формувати, зберігати і надавати у суспільне користування найбільш повне універсальне зібрання документів, організовувати взаємовикористання бібліотечних ресурсів.
У різні роки в книгозбірні працювали справжні знавці своєї справи. І тому в 1964 році в районній газеті «Зоря» був вміщений матеріал про Підгаєцьку сільську бібліотеку, якою завідувала з 25 грудня 1960 року Момотюк (Коробей) Галина Олександрівна, яка пропрацювала на цій посаді до 1974 року. Але час не стояв на місці, життя змінювалося, але любов до книги залишалася і тому у червні 1987 року Галина Олександрівна повертається назад до бібліотеки. У народі кажуть: «Книга — світ, книга — серцю привіт» з повною мірою ці слова можна віднести і до Галини Олександрівни. Трудолюбивої, привітної, хазяйновитої господарки бібліотеки. Яка віддавала своїм відвідувачам тепло і радість, турботу, любов до книги аж до 1997 року, коли вийшла на заслужений відпочинок.
У Підгаєцькій сільській книгозбірні в період з 1974 року до 1 червня 1987 року. А це Килюшик Ольга Григорівна, Люба Дубатовка, Ляшко Валентина Михайлівна віддавали своїм читачам любов до книги, турботу і повагу до оточуючих. На всіх разом вони пропрацювали тринадцять з половиною років, але ще і досі їхні читачі згадують про них з вдячністю. Бо це були люди творчі, сумлінні, доброзичливі, справжні ентузіасти своєї справи.
До кінця 1986 року бібліотека була в приміщенні колишнього Будинку побуту, що по вулиці Центральній. На території Підгаєцької сільської ради працював колгосп «Правда» і в 1985—1986 роках за кошти колгоспу було побудований новий Будинок культури, де на другому поверсі розмістилася бібліотека.
1 серпня 1996 року до бібліотеки прийшла працювати Козел Тетяна Романівна, яка і зараз працює в даній бібліотеці.
22 квітня 1997 року після закінчення Дубенського училища культури прийшла працювати Костюкевич Людмила Миколаївна, яка пропрацювала до 4 жовтня 2004 року.
При бібліотеці діяли гуртки: «Книжкова лікарня», та драматичний гурток «Перевесло», до якого входили читачі бібліотеки. «Книжкова лікарня» охоплювала дітей молодшого шкільного віку. Драматичний гурток об'єднував в собі молодь села. До кожного свята були організовані нові постановки вистав українських письменників — класиків, вертепів. З якими вони вітали жителів населеного пункту.
У червні 1997 року на базі Підгаєцької бібліотеки було проведено районний семінар — практикум бібліотечних працівників районну, де взяли участь бібліотекарі районну та директор Млинівської ЦБС Довгалюк Ірина Михайлівна.
У червні 1998 року на базі бібліотеки проходила обласна колегія працівників культури. Були присутні керівники відділів культури районів області та виконувач обов'язків керівника обласного відділу культури Мельник, голова Млинівської держадміністрації В. Д. Вінічук, заступник голови обласної держадміністрації Чуприна, заступник голови районної держадміністрації Л. В. Мартинова.
У 2010 році бібліотека брала участь у конкурсі «Організація нових бібліотечних послуг з використанням Інтернету», що було організовано Радою Міжнародних наукових досліджень та обмінів (IREX) та програмою «Бібліоміст» і ввійшла до числа переможців. Тоді у бібліотеку надійшло три комп'ютери, 3 веб — камери, 3 гарнітури навушників, один — три в одному принтер на суму майже 25 тис. грн.. За допомогою спонсорів: ПСП «Правда», керівник Мельничук В. М., Коновалов С. В., Догойди Я., Гаручави В., сільської ради було придбано — два комп'ютерні столи, 4 крісла, жалюзі всього на суму майже 2500 грн. До послуг користувачів зараз працює безкоштовний Інтернет, за допомогою якого користувачі можуть спілкуватися в соціальних мережах та по Скайпу зі своїми друзями та рідними.
У 2011 році бібліотека взяла участь у конкурсі Волинського регіонального центру «Розвиток народних ремесел в селах Рівненщини» за підтримки Міністерства закордонних справ Республіки Польща. І перемогла, в результаті було виділено 1285 грн. на розвиток гуртка «Фантазія» (бісероплетіння), який працює на базі бібліотеки. У рамках цього проекту було проведено ряд виставок в фоє Підгаєцького Будинку культури та зокрема в бібліотеці. Наприкінці 2011 року було організовано виставку членів гуртка в Рівному в торговому комплексі «Злата плаза». Свої шедеври з бісеру представили Г.Одемчук, Л.Якимчук, О.Костюк, В.Войтюк, В.Мосійчук, С.Карпова і багатьох інших.

## Релігія
Церква побудована на місці старого дерев'яного храму, який був зруйнований 1958 році. За переказами старожилів (Фурман Аркадій) — це третій храм на території села.

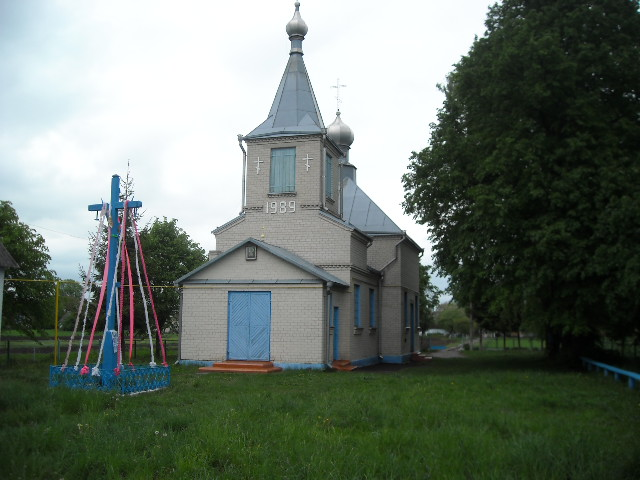
Церква Іоанна Богуслова, Українська Православна церква Київського патріархату

Перша була зруйнована австро-угорськими військами.
На сході села в 1989 році люди вирішили спорудити нову церкву. Шевчук Михайло Арсенович був першим старостою, а касиром ремез Олексій Якович.
На той час громаду підтримав місцевий колгосп «Правда», який очолював Анатолій Васильович Харитонюк.
Храм будувався силами і коштами громади.
Храм був розписаний в 1990 році. Першим настоятелем храму був Володимир Садовський, який і закладав перший камінь, освячення престолу.
1998 році до храму прибув новий священик — Володимир Левандовський, який і нині є його настоятелем.

## Відомі люди
- Сташук Василь Андрійович — член-кореспондент Національної академії аграрних наук України. Голова Державного агентства водних ресурсів України.

### Долі, обпалені війною
Долі, обпалені війною